# Percussion Español, Vol. 2
| Recensione | Giudizio |
| ---------- | -------- |
| AllMusic   | [ 1 ]    |

Percussion Español, Vol. 2 è un album discografico a nome Al Caiola & Orchestra, pubblicato dall'etichetta discografica Time Records nel gennaio (o) febbraio del 1961.

## Tracce
Lato A
1. Frenesi – 2:09 (Alberto Domínguez)
2. Chiapenecas – 2:00 (Tradizionale / Bulmaro López Fernández)
3. Guadalajara – 1:58 (Pepe Guízar)
4. Maria Elena – 2:35 (Lorenzo Barcelata Castro)
5. Vito paso doble – 1:55 (Santiago Lope Gonzalo)
6. Adios – 2:11 (Eddie Woods, Enric Madriguera)

Lato B
1. Valencia – 1:53 (José Padilla Sánchez)
2. Siboney – 2:32 (Ernesto Lecuona)
3. España – 1:48 (Emmanuel Chabrier)
4. Ay, Ay, Ay – 2:15 (Osmán Pérez Freire)
5. Dengozo Samba – 1:44 (Ernesto Nazareth)
6. La golondrina – 2:33 (Narciso Serradell Sevilla)

## Musicisti
- Al Caiola - chitarra, arrangiamenti, conduttore musicale
- Don Arnone - chitarra
- Al Casamenti - chitarra
- Allen Hanlon - chitarra
- Bucky Pizzarelli - chitarra
- Art Ryerson - chitarra
- Mr. X - chitarra
- Ray Crisara - tromba
- Mel Davis - tromba
- Bernie Glow - tromba
- Jimmy Maxwell - tromba
- Phil Bodner - strumenti a fiato (piccolo, flauto, clarinetto, oboe, corno inglese, sassofono baritono)
- Walt Levinsky - strumenti a fiato (piccolo, flauto, clarinetto, corno inglese, sassofono baritono)
- Romeo Penque - strumenti a fiato (piccolo, flauto, clarinetto, corno inglese, sassofono baritono)
- Stan Webb - strumenti a fiato (piccolo, flauto, clarinetto, corno inglese, sassofono baritono)
- Ray Alonge - corno francese
- John Barrows - corno francese
- Jimmy Buffington - corno francese
- Tony Miranda - corno francese
- Al Richman - corno francese
- Frank Carroll - contrabbasso
- Sol Gubin - batteria
- Dominic Cortese - accordion
- Phil Kraus - percussioni (xylofono, marimba, campane, bongos, conga drum, timpani, maracas, scratcher, jawbone, tamburello, triangolo, castanets, claves, finger cymbals)
- Bob Rosengarden - percussioni (xylofono, marimba, campane, bongos, conga drum, timpani, maracas, scratcher, jawbone, tambourine, triangolo, castanets, claves, finger cymbals)
- Joe Venuto - percussioni (xylofono, marimba, campane, bongos, conga drum, timpani, maracas, scratcher, jawbone, tambourine, triangolo, castanets, claves, finger cymbals)

Note aggiuntive
- Bob Shad - produttore (artist & repertoire)
- Bob Arnold e John Cue - ingegneri delle registrazioni
- Murray Stein - design album
- Mark Reilly - note retrocopertina album[3]